# بلعة (هضم)

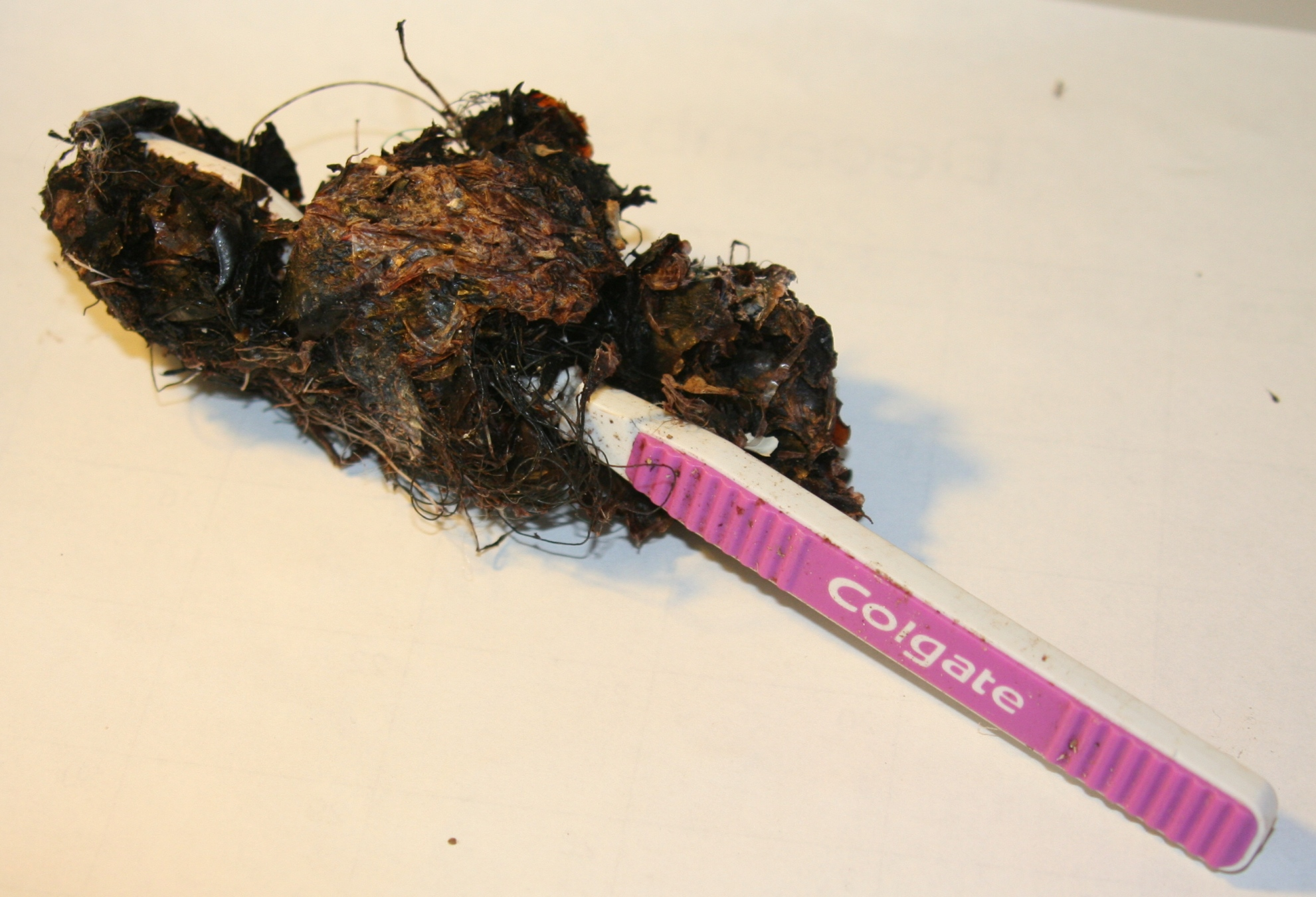

البَلْعَة (باللاتينية: bolus) في الهضم هي خليط من الطعام واللعاب يُشبه الكرة ويتشكل في الفم أثناء عملية المضغ، ويكون لونه مشابه جداً للون الطعام المأكول، ويعطيه اللعاب أس هيدروجيني قلوي.
تُبلع البلعة تحت الظروف العادية وتنتقل من أسفل نهاية المريء إلى المعدة من أجل عملية الهضم، وفور وصولها إلى المعدة تختلط بالعصارات الهضمية فتُصبح كيموس، والذي بدوره ينتقل عبر الأمعاء من أجل الامتصاص والهضم الإضافي؛ حتى يتم تفريغه في نهاية المطاف خارج الجسم برازًا.